# De Castelnau (métro de Montréal)
Pour les articles homonymes, voir Castelnau.
De Castelnau est une station de la ligne bleue du métro de Montréal. Elle est accessible par les numéros  7300 et 7333 du boulevard St-Laurent, dans le quartier de Villeray de l'arrondissement Villeray–Saint-Michel–Parc-Extension, à proximité du quartier Parc-Extension et de l'arrondissement de Rosemont–La Petite-Patrie, à Montréal, dans la province de Québec au Canada.
Mise en service en 1986, elle est en correspondance avec des bus de jour et de nuit.

## Situation sur le réseau

Plan du métro en 2020.

La station souterraine De Castelnau du métro de Montréal est située sur la ligne bleue entre les stations Jean-Talon, en direction du terminus Saint-Michel, et Parc, en direction du terminus Snowdon,.

## Histoire
La station De Castelnau est mise en service le 16 juin 1986. Due aux architectes Paul Goyer, Colette, Hamelin et Lalonde, elle dispose d'œuvres de Jean-Charles Charuest. Son nom a pour origine Édouard de Castelnau, général français né à Saint-Affrique dans l'Aveyron, qui avait défendu la ville de Nancy en août 1914. Ce patronyme provient d'un toponyme courant dans le sud de la France, venant de l'occitan « castèl nòu » qui veut dire « château neuf ».
Elle est le terminus de la ligne bleue jusqu'en juin 1987.
En 2020, le transit annuel de la station est de 715 375 entrants (2020).

## Services aux voyageurs

### Accès et accueil
- Édicule A: 7300 boulevard Saint-Laurent.
- Édicule B: 7333 boulevard St-Laurent[6].

L'édicule A comporte deux sorties: Une vers le boulevard Saint-Laurent et l'autre vers la rue de Castelnau.

L'édicule B comporte une seule sortie vers le coin des rues de Castelnau et Saint-Laurent.

Installations
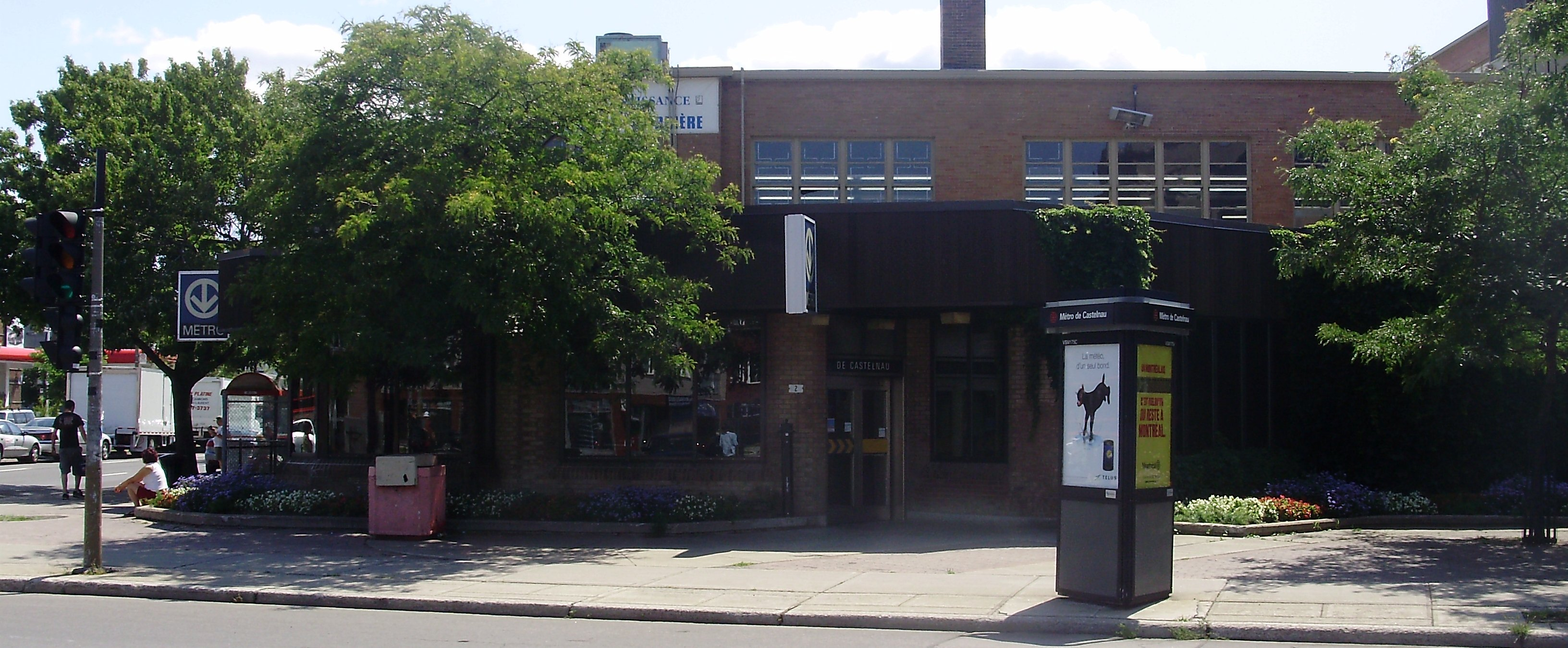
Édicule.
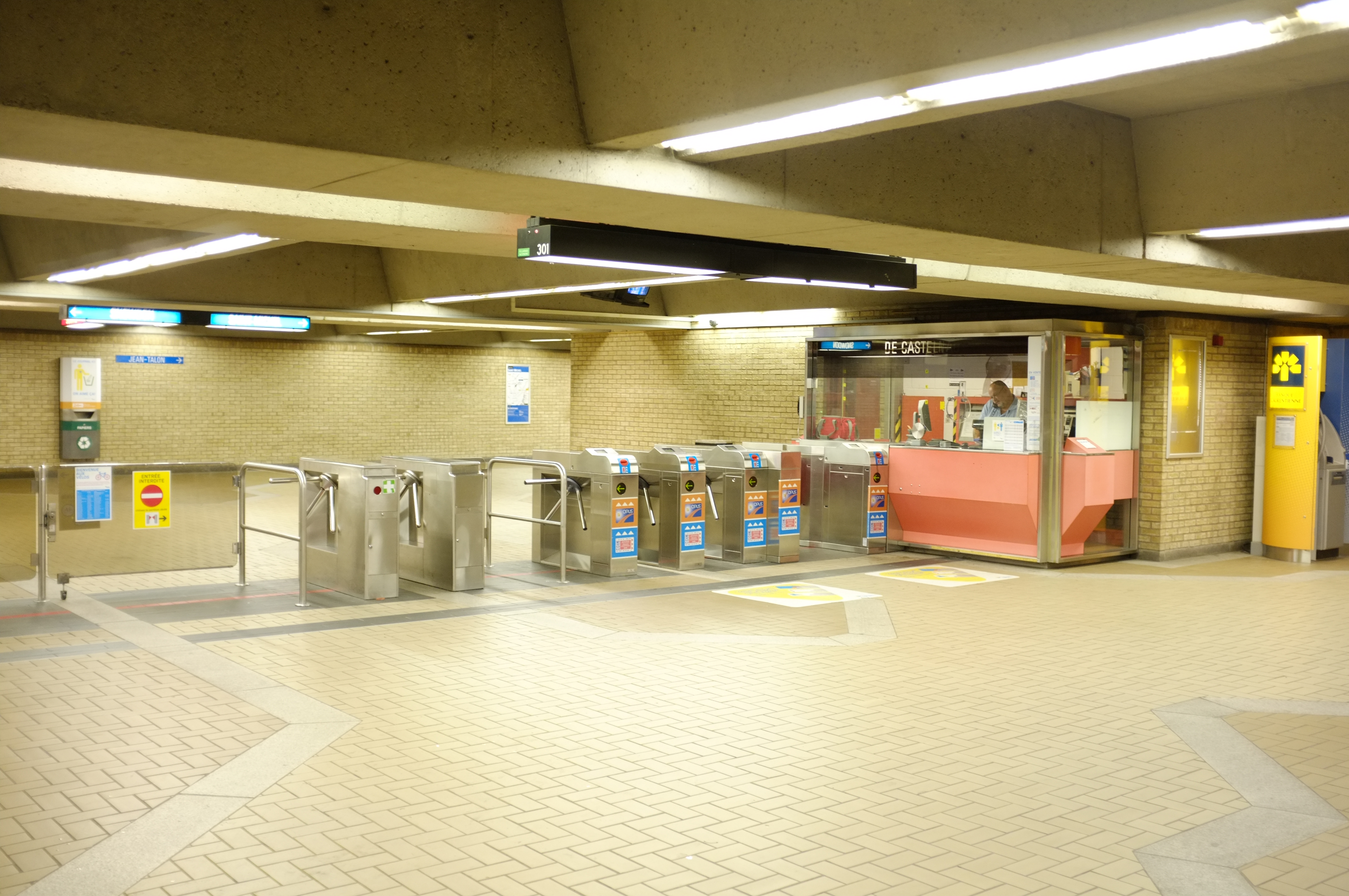
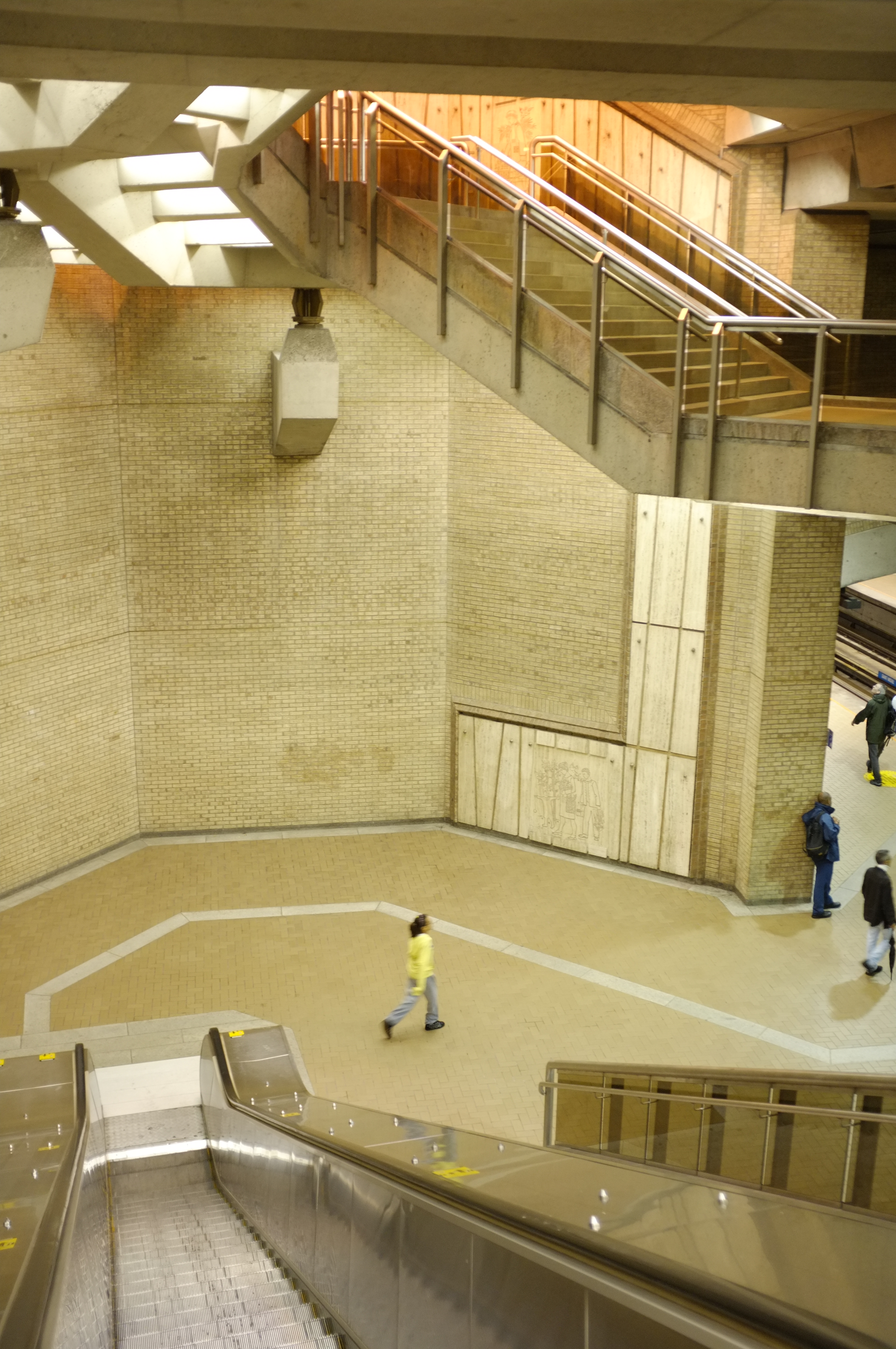

### Desserte

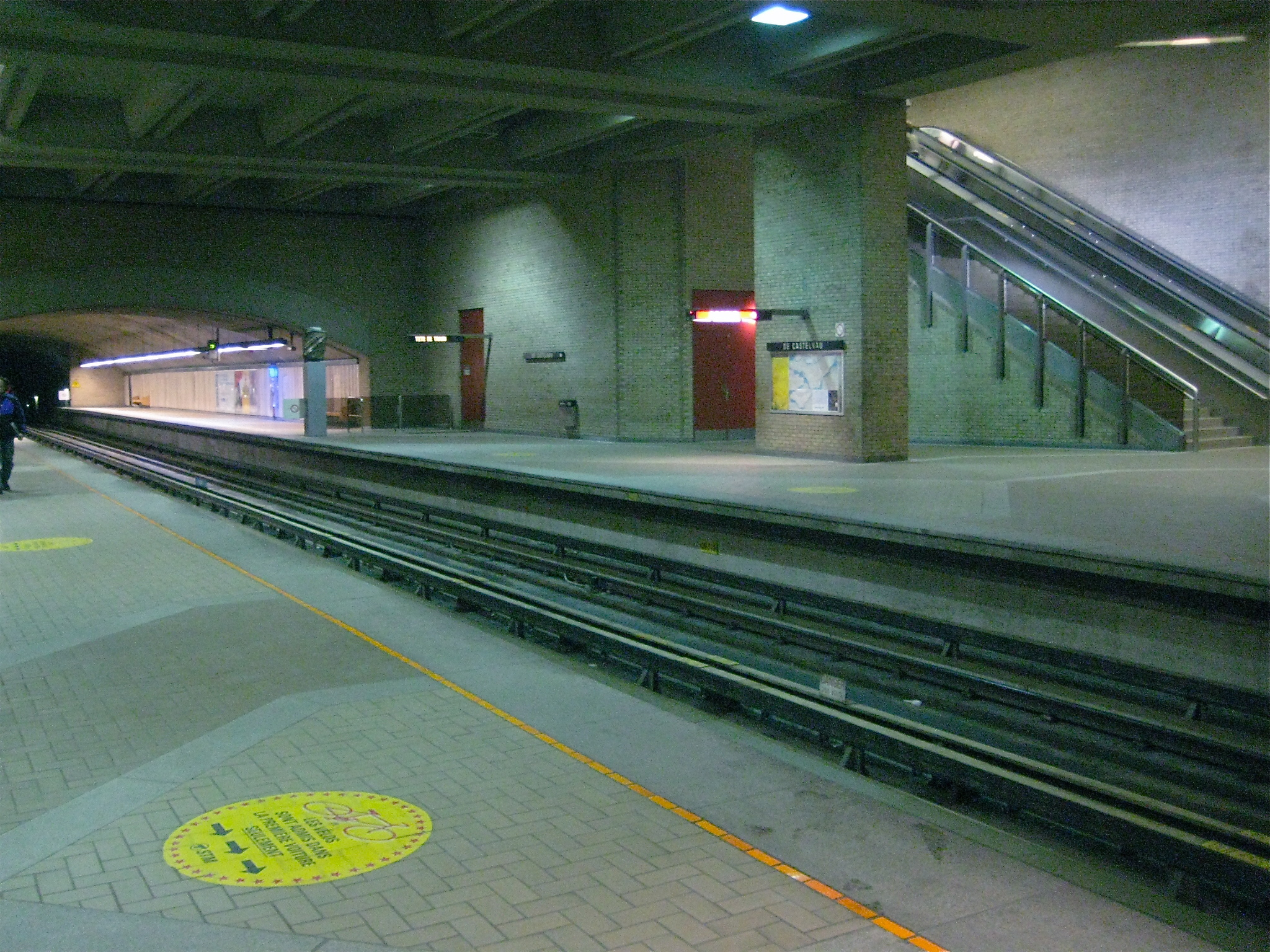
Voies et quais de la station.

La station De Castelnau est desservie par les rames de la ligne bleue. En direction de Snowdon de 5 h 35 à 0 h 50 (semaine et dimanche) et à 1 h 20 (samedi). En direction de Saint-Michel de 5 h 39 à 0 h 54 (semaine et dimanche) et à 1 h 24 (samedi). La fréquence de passage des rames est : en semaine, de trois à cinq minutes en heures de pointe (7 h à 9 h et 16 h à 18 h) et de cinq à dix minutes hors heures de pointe ; les samedi et dimanche, de huit à onze minutes sur l'ensemble de l'ouverture.

### Lignes de bus
| Numéros | Noms                    | Service |
| ------- | ----------------------- | ------- |
| 55      | Boulevard Saint-Laurent | De Jour |
| 92      | Jean-Talon Ouest        | De Jour |
| 93      | Jean-Talon              | De Jour |
| 363     | Saint-Laurent           | De Nuit |
| 372     | Jean-Talon              | De Nuit |

## Art dans le métro
Les œuvres murales de Jean-Charles Charuest ont un rapport avec le marché Jean-Talon situé à proximité.

Œuvres de Jean-Charles Charuest
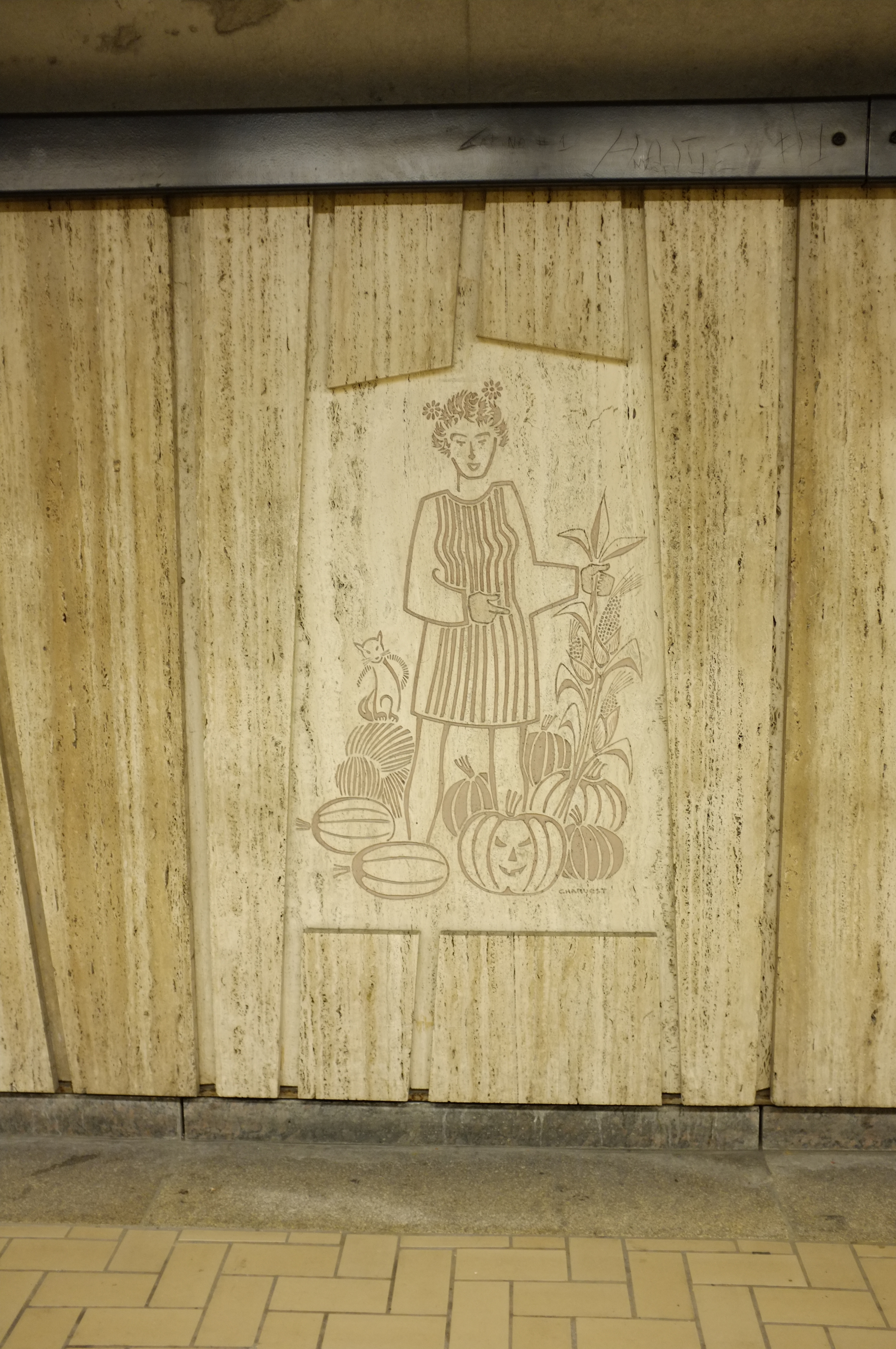
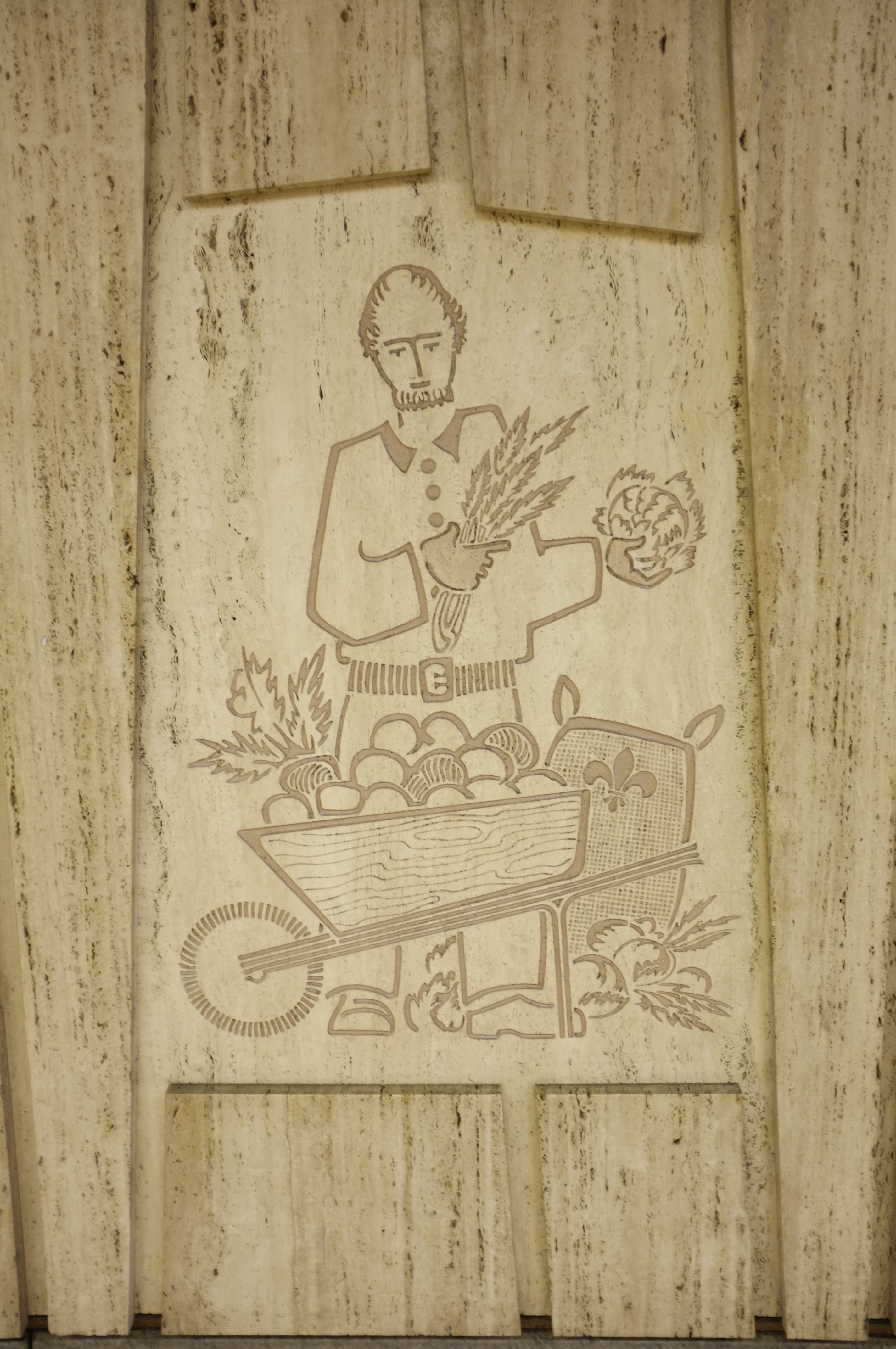
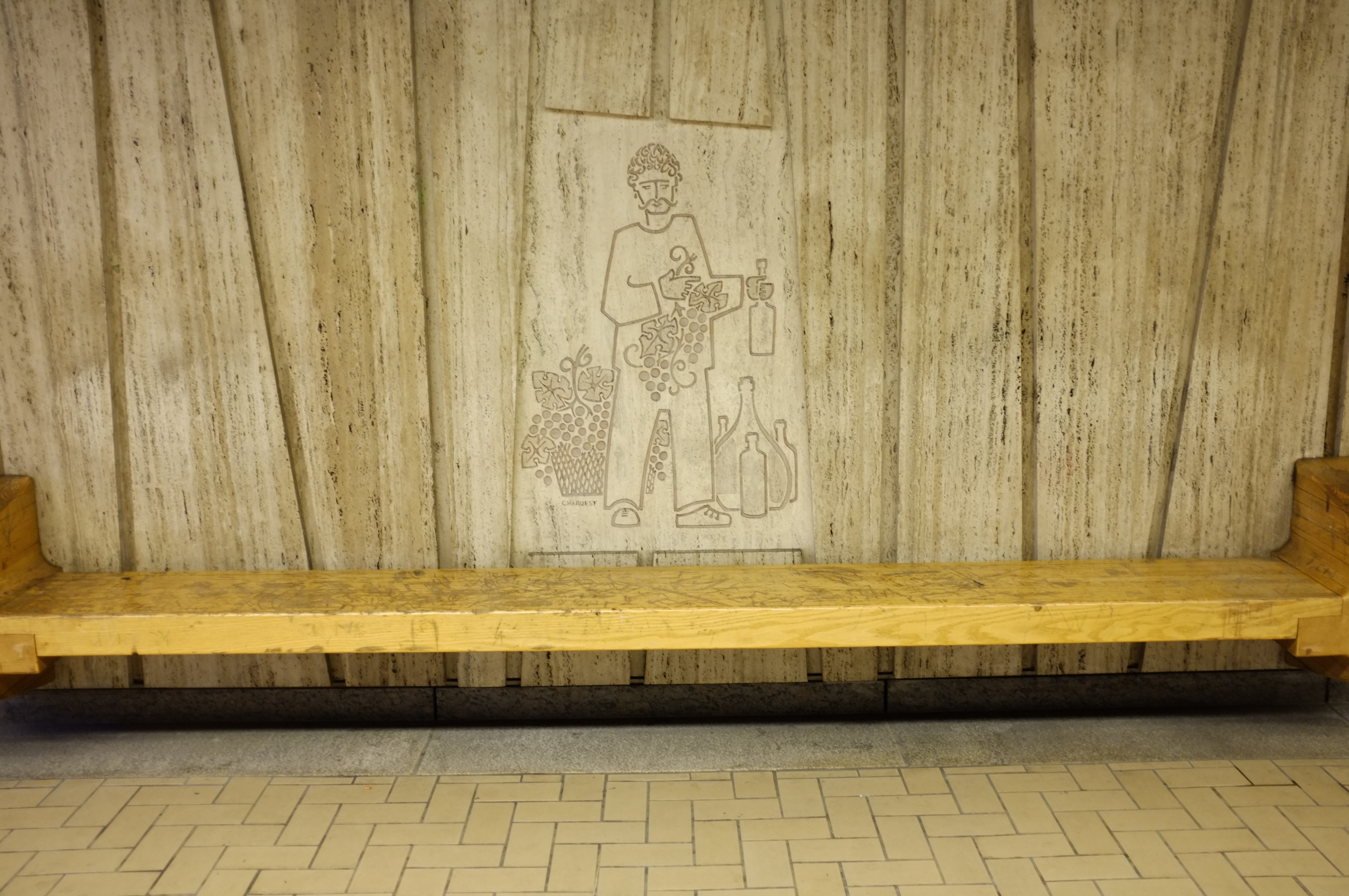
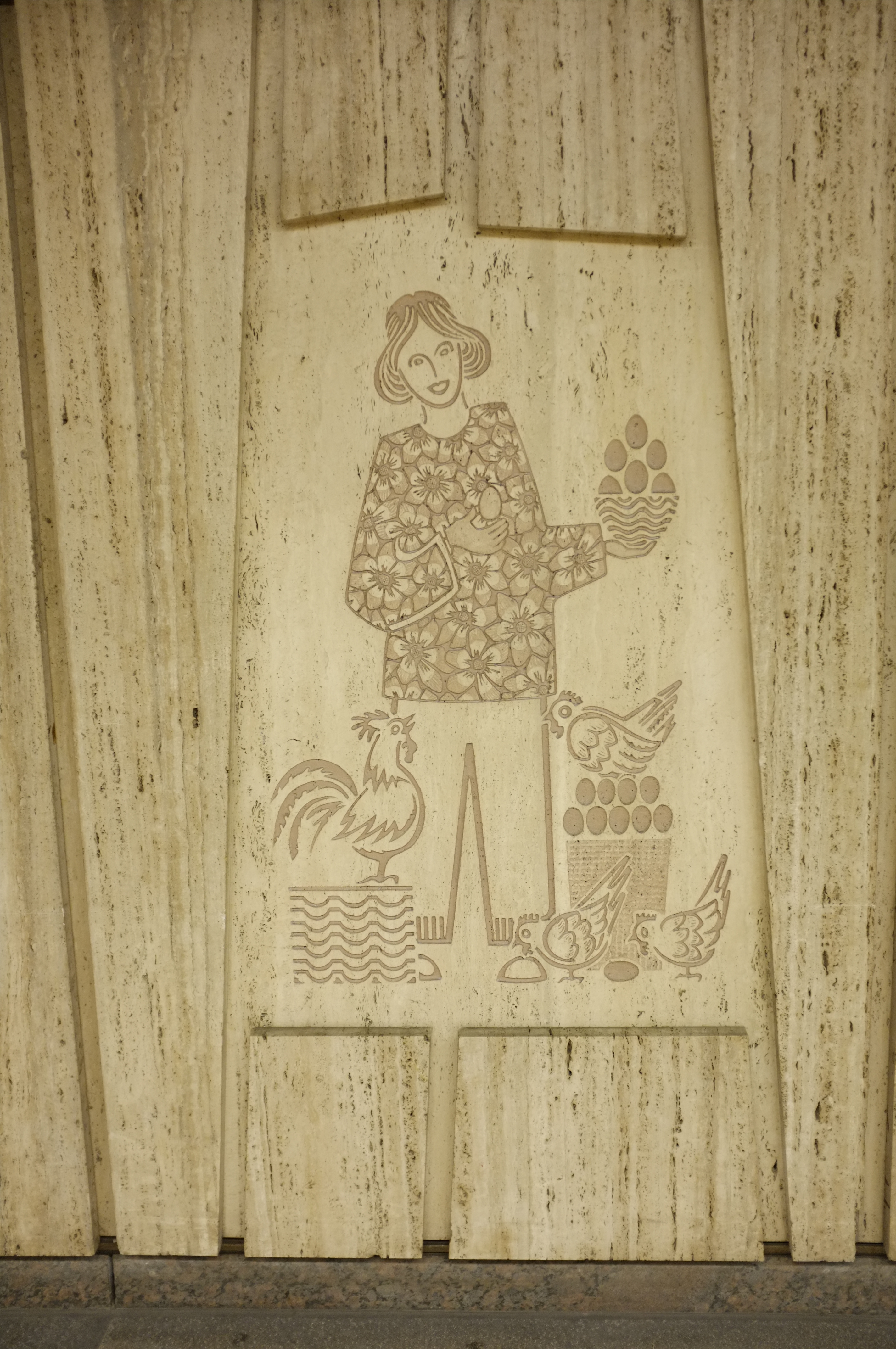

## À proximité
- Parc Jarry, Stade IGA
- Petite Italie de Montréal
- École Ste-Cécile
- Marché Jean-Talon